# Piper hippocrepiforme
Piper hippocrepiforme là một loài thực vật có hoa trong họ Hồ tiêu. Loài này được Steyerm. miêu tả khoa học đầu tiên năm 1984.